# Telex.hu

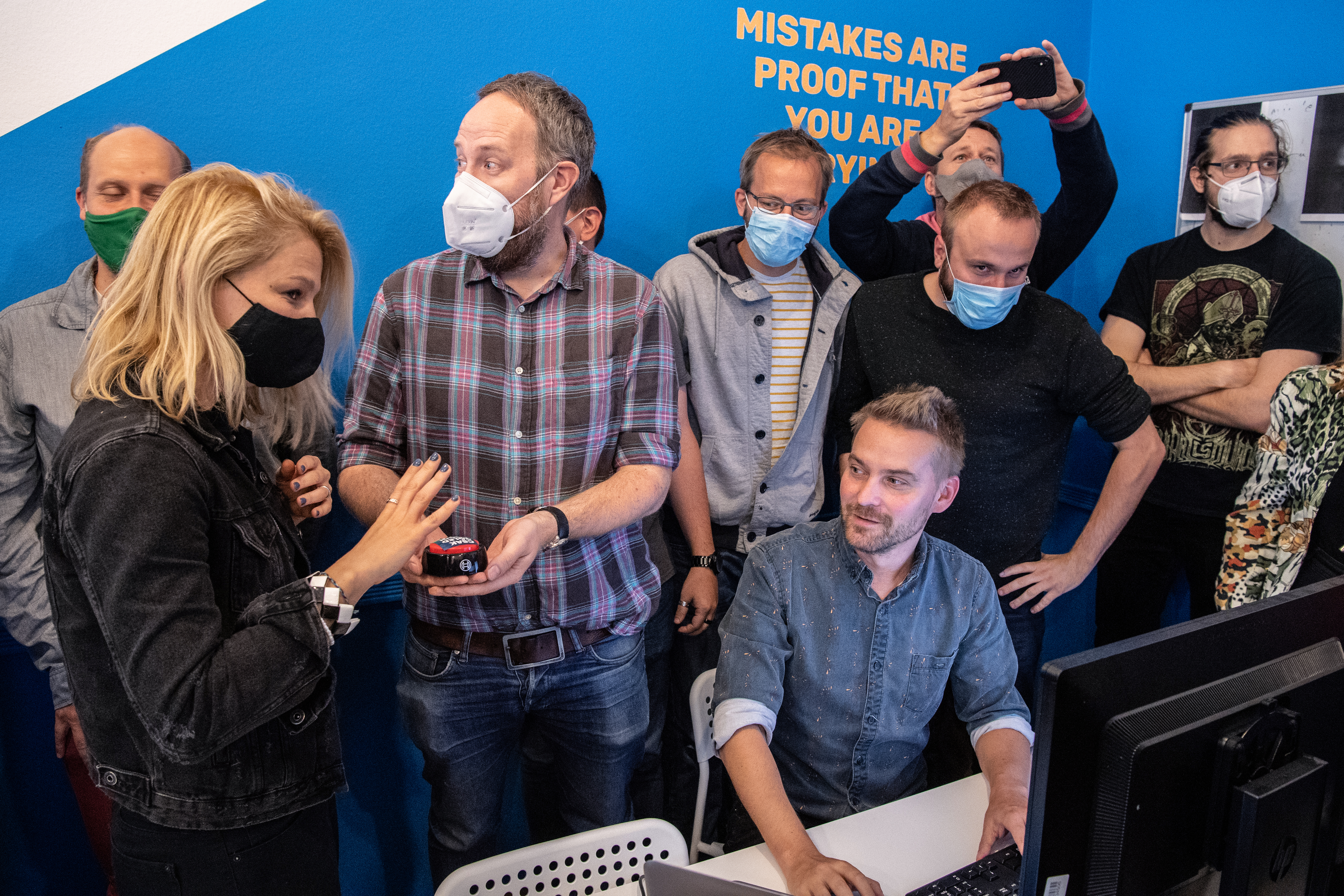
Telex lanseras med en knapptryckning av chefredaktör Veronika Munk den 2 oktober 2020.

Telex.hu eller Telex är en ungersk oberoende nyhetssajt, startad 2020. Biträdande chefredaktör är Veronika Munk (2021).

## Bakgrund
Under Viktor Orbáns regering har pressfriheten i Ungern inskränkts, dels genom ett nytt statligt medieråd som gett regeringen makt över public service, dels genom att övriga massmedier fått sina tillstånd indragna eller påtvingats regimtrogna ägare.
Ungerns största nättidning Index hörde till de få kvarvarande regimkritiska medierna och Telex bildades i dess efterföljd, med syfte att bedriva samma undersökande journalistik. Under 2020 uppköptes Index av en ägare med kopplingar till Orbán. Index dåvarande chefredaktör Szabolcs Dull avskedades i juli samma år. Därefter avgick redaktionen i protest och startade den läsarfinansierade webbplatsen Telex, som lanserades den 2 oktober 2020.
I maj 2021 tilldelades Telex Reportrar utan gränsers pressfrihetspris.